# Караимская жизнь
Журнал «Караимская жизнь» (1911-1912) — перший російськомовний караїмський щомісячник (головний редактор Садук Раєцький, видавець — журналіст В. Сінані, друкувався в друкарні П. Рябушинського). Обсяг журналу — 120-130 сторінок. За два роки вийшло 12 номерів видання. Журнал приділяв увагу як дослідженням минулого, так і питань сучасного життя караїмської спільноти в усіх її проявах.

## Про журнал
Головну увагу в ньому приділялася Криму як історичній батьківщині і місцю проживання найбільшої караїмської громади. Постійні кореспонденти журналу з Євпаторії, Сімферополя, Феодосії, Севастополя, Бахчисарая, Карасубазара, Керчі, Мелітополя, Бердянська, Ялти, Одеси, Києва, Харкова, Миколаєва, Херсона, Катеринослава, Вільно, Луцька, Паневежисі, Тракая та інших міст повідомляли про життя на місцях. Разом з тим, на сторінках журналу розглядалися питання караїмських громад в Єрусалимі, Єгипті, Туреччині та інших країнах.
До співпраці в журналі залучалися караїмські журналісти, літератори, вчені, а також відомі громадські діячі. Для журналу свої матеріали з історії, антропології, етнографії, статистиці караїмів надавали відомі російські вчені.
Після багатьох років вимушеного мовчання прихильники політики «національної ізоляції» в караїмському середовищі побоювалися розголошення «внутрішніх» аспектів караїмського побуту. Звертаючись до них, редакція журналу в статті «Наші завдання» переконувала:
|  | Що є у нас такого, що потрібно приховувати від очей чужих? Противники вважають, очевидно, що щось потрібно приховувати, щось потрібно ховати, так як вони поминають про якомусь "смітті", який нібито не слід виносити з хати. Ми кращої думки про наш народ… Ми вважаємо, що все наше минуле глибоко цікаве в історичному сенсі і свідчить про колишню національну могутність, вся дійсність сучасного караїмства - все це може бути сміливо нами показане і повинно бути показане чужим […] Самі караїми в більшості своїй дуже мало знайомі з тими матеріалами, які є з їх історії й археології <…> етнографії та антропології. |

Завдання «Караїмської життя»:
- збирання наукової інформації про караїмів, яка змогла б перетворити журнал в «караїмську енциклопедію»;
- огляд сучасного життя караїмів;
- об'єднання всіх караїмів Російської імперії в єдину громаду.

У публікаціях журналу розглядалися питання національного життя караїмів, представлялися матеріали громадського, економічного, історичного, релігійного та культурного характеру. На сторінках «Караїмської життя» були представлені белетристичні твори з життя та історії караїмів, зразки народної творчості, гумористичні фейлетони, вірші та ін. У кожному випуску «Караїмської життя» була публікація біографій і портретів відомих караїмських громадських діячів, представників науки, мистецтва, освіти, благодійності, статті з обговоренням нагальних проблем, що хвилювали караїмська суспільство, відповіді на питання юридичного характеру і тощо.
Окремий випуск журналу був присвячений життю і діяльності гахама Самуїла Пампулова. У 1913 році вийшов спеціальний номер, присвячений 300-літтю дому Романових.